# 陆润庠故居
陆肯堂、陆润庠故居，即怀鸥舫，位于江苏省苏州市姑苏区金阊街道阊门内下塘街10号，后门直通桃花坞，系康熙状元陆肯堂、同治状元、东阁大学士陆润庠的故居，为苏州市文物保护单位。

## 历史
陆氏世居浙江湖州府归安县双林镇，一支迁至苏州府都亭里下塘。康熙二十四年（1685年），陆肯堂（1650—1696）中状元，在崇真宫桥下塘购买了一处住宅。此宅曾被太平军破坏。同治十三年（1874年），陆肯堂的七世孙、陆润庠（1841—1915）又中状元，拓建宅第。《金阊区志》：“其故居即七世祖康熙状元陆肯堂故居，现存3落5进，已散为民居。”。
在故居里居住的仅剩一户私宅，由一位陆家后人独自居住，位于西路，面积约60平方米。其余房屋全部属于公房。去世以后，这间房屋空置了很长时间。

## 建筑
陆润庠故居规模宏大，坐北朝南，分中、西、东三路，现存两路仍保持昔日格局。西路“老状元府”怀鸥舫，陆肯堂故居。东路“新状元府”，为陆润庠故居。两路宅子各有五进，由一条长达百米、一米宽的陪弄隔开。故居占地面积约2760平方米。中路六进。大厅、花厅均为清代建筑。末进楼厅面阔五间17.5米，进深9.85米。第四进、第五进为连体走马楼。

## 保护
苏州市控制保护建筑。2019年8月27日，陆润庠故居公布为第八批苏州市文物保护单位。2023年，陆润庠故居内的60户公房居民协议搬迁，建筑面积约3110平方米。